# Église de la Sainte-Trinité de Negotin
Pour les articles homonymes, voir Église de la Sainte-Trinité.
L'église de la Sainte-Trinité de Negotin (en serbe cyrillique : Црква Свете Тројице у Неготину ; en serbe latin : Crkva Svete Trojice u Negotinu) est une église orthodoxe serbe serbe située à Negotin, dans le district de Bor en Serbie. Elle est inscrite sur la liste des monuments culturels protégés de la république de Serbie (identifiant no SK 299).

## Présentation
Le projet de la construction de l'église a vu le jour sous l'impulsion de l'évêque de l'éparchie du Timok Evgenije en 1868. Les travaux ont duré en 1872 à 1874 et l'édifice a été consacré en 1876.
Par son architecture, l'église relève du style néo-classique avec des éléments empruntés au style néo-Renaissance.

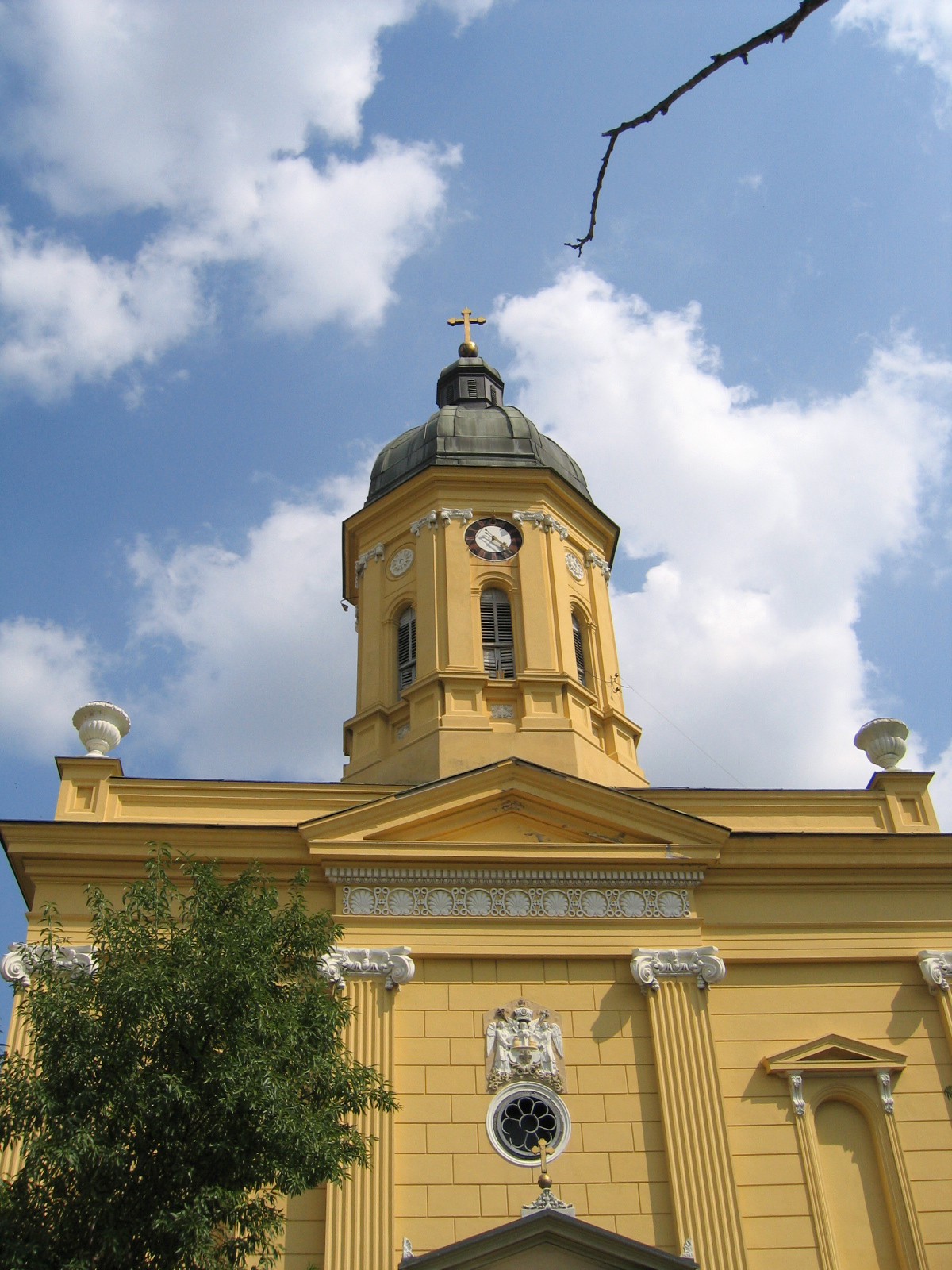
Détail de la façade principale

À l'intérieur, les fresques ont été réalisées par le peintre et académicien Stevan Todorović, avec la coopération de sa femme Poleksija, de Milisav Marković et de Pavle Čortanović.